# دهستان آلمه
دهستان آلمه، یکی از دهستان‌های بخش سملقان شهرستان  سملقان در استان خراسان شمالی ایران است. مرکز این دهستان، روستای کشانک است.

## جمعیت
بر پایه سرشماری عمومی نفوس و مسکن در سال ۱۳۹۵، جمعیت دهستان آلمه برابر با ۷٬۷۸۸ نفر بوده‌است.